# Alice B
Alice B (stiliserat som Alice b), egentligen Alice Marie Botéus, född 17 mars 1989 i Onsala församling i Hallands län, är en svensk sångare, gitarrist och låtskrivare.
Botéus, som är uppvuxen i Kullavik, flyttade till Göteborg 2005 och började då skriva tonsatta dikter som publicerades på Sockerdricka.se. 2010 vann hon GöteborgsPostens musiktävling GP Scen. Till följd av detta påbörjades ett samarbete med hennes dåvarande producent Hans Olsson Brookes. Alice medverkade i april 2016 i SVTs Go' Kväll där hon framförde två låtar tillsammans med sitt kompband.
Det självbetitlade albumet "Alice b" släpptes 22 februari 2012 av EMI som överlag fick goda recensioner i svensk dagspress.
Hon har jämförts med Håkan Hellström och säger sig inspireras av The Smashing Pumpkins och The Cure. 2016 släppte Alice B sitt andra album "Så unga" av nya skivbolaget Luxury och 2017 släpptes en digital box på 81 av hennes heminspelade låtar och skisser. Utöver sitt soloprojekt är hon sångare i School '94.

## Diskografi

### Album
- 2012 – Alice b. (EMI/Capitol)
- 2016 – Så unga (Luxury Records)
- 2017 – Mega (skisser 2005-2016) (Luxury Records)
- 2019 – Kanske (Luxury Records)

### EP
- 2011 – Akta lekande barn (EMI/Capitol)